# Ernst Wigforss plats
Ernst Wigforss plats är ett torg i Gamletull i Halmstad, som invigdes den 30 november 2014. Torget är uppkallat efter den tidigare språkforskaren och politikern Ernst Wigforss.
På torget finns ett antal kuber av cortenstål med tolv textcitat av Ernst Wigforss. Bokstäverna är utskurna i plåten med laser och kuberna är belysta inifrån.
Torget har utformats av Teutsch landskapsarkitekter.

## Bildgalleri

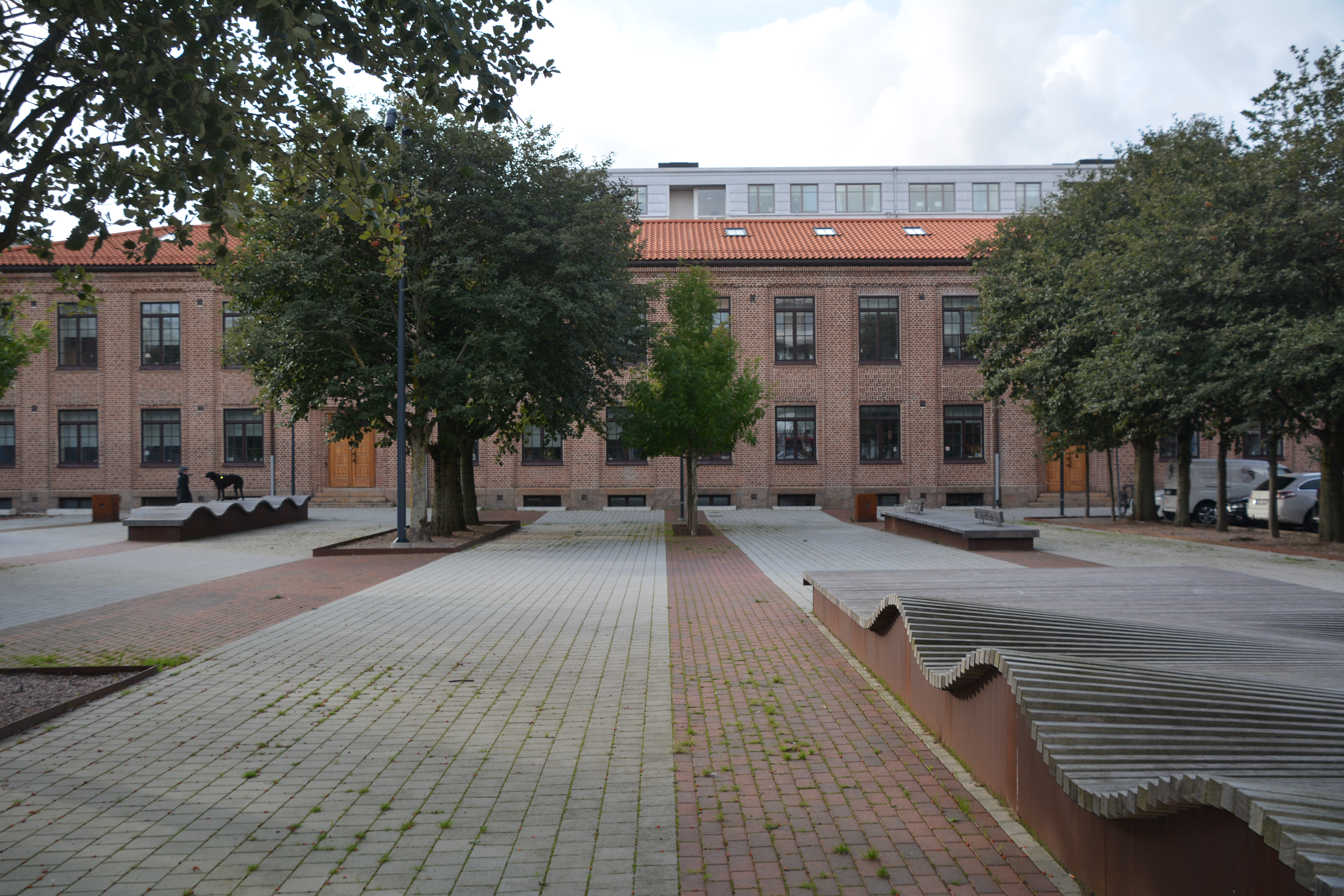
Nordiskafilts gamla kontor
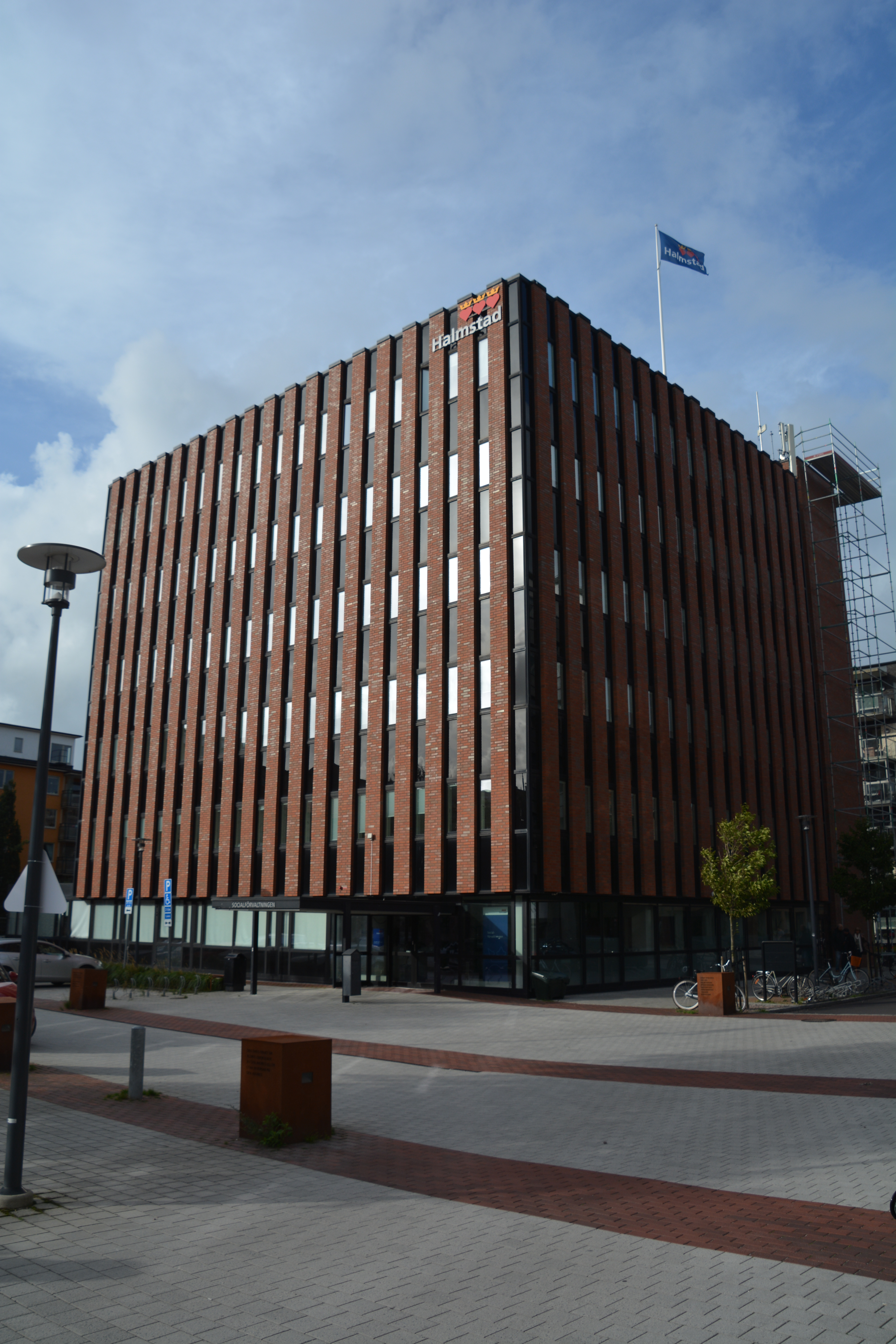
Nordiskafilts nyare kontor, senare kontorshus för Halmstads kommuns socialförvaltning
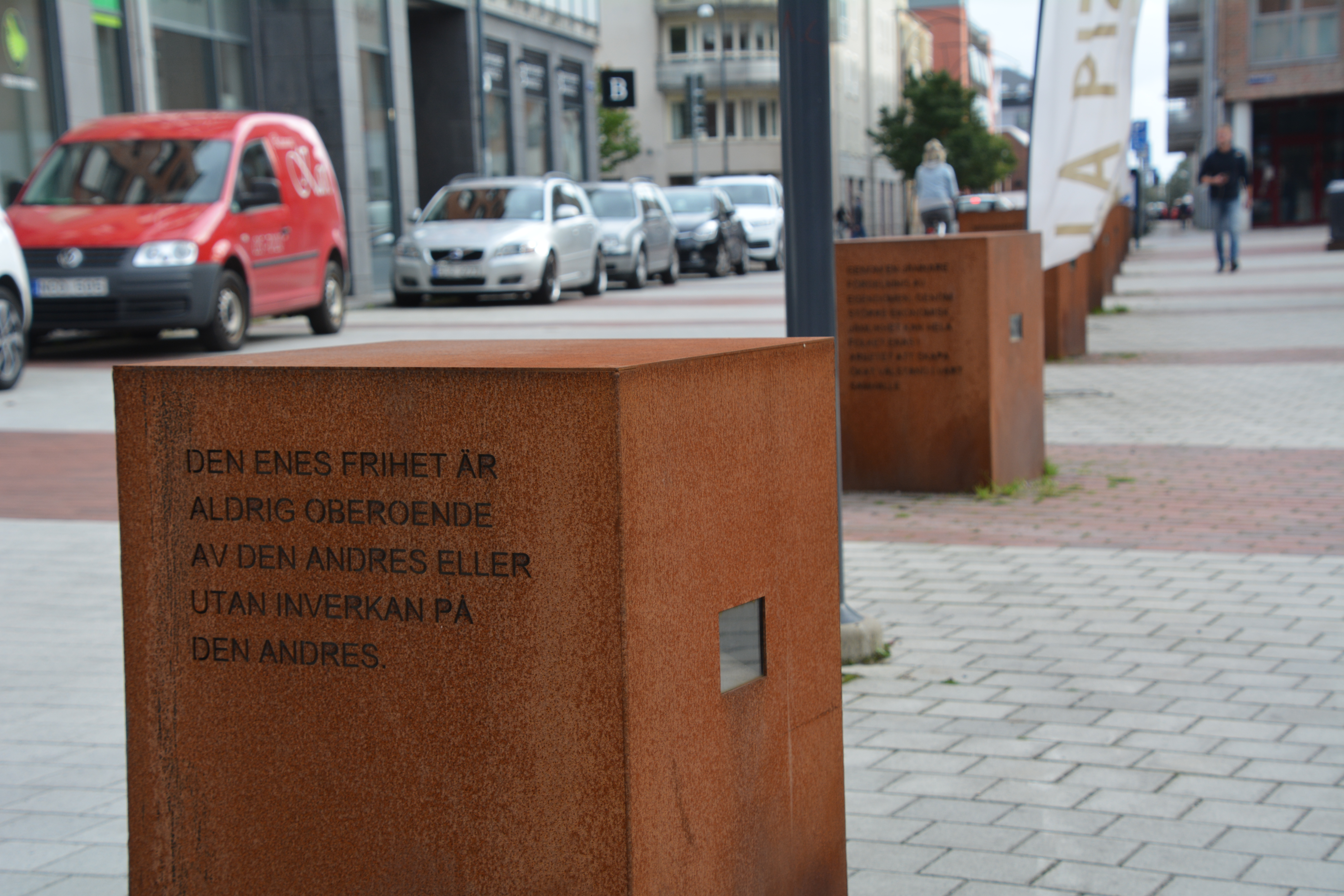
"Den enes frihet är aldrig oberoende av den andres eller utan inverkan på den andres." Friheten och socialismen, Tiden 1942
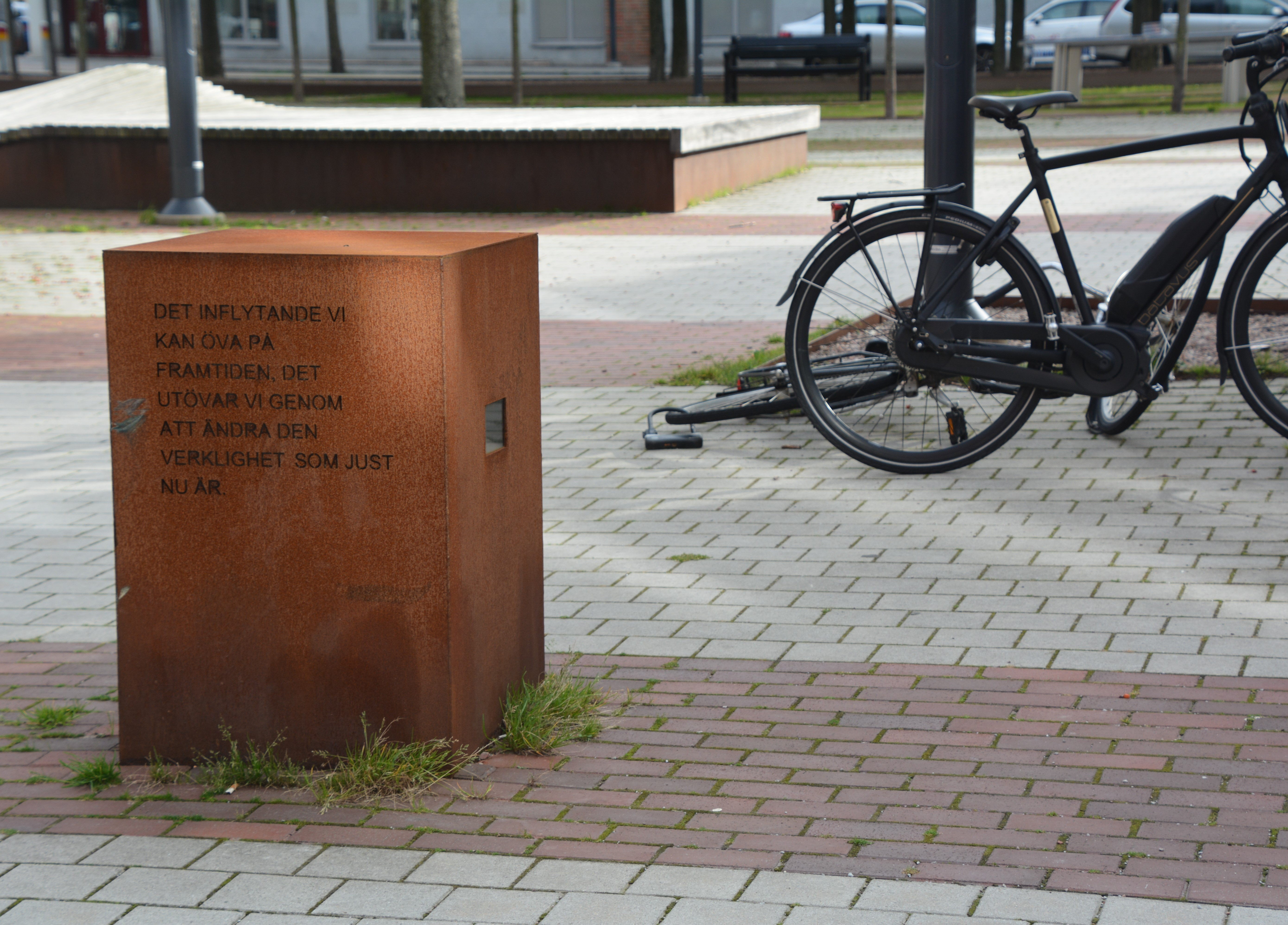
"Det inflytande vi kan öva på framtiden, det utövar vi genom att ändra den verklighet som just nu är." Socialismen – dogm eller arbetshypotes, föredrag i Uppsala den 18 nov 1925